# August Prell (Verleger)

August Prell (1918)

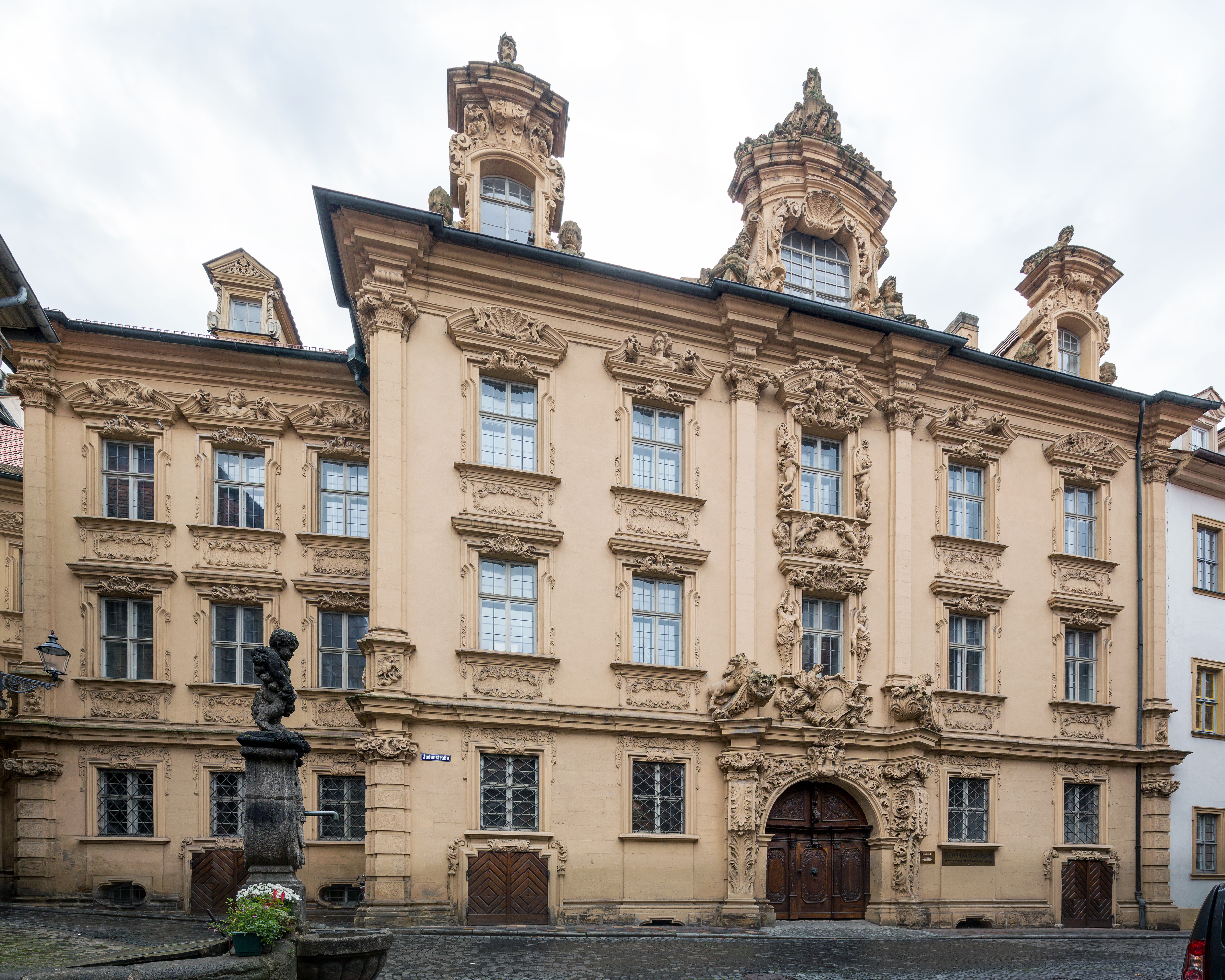
Das Böttingerhaus, der Geburtsort August Prells.

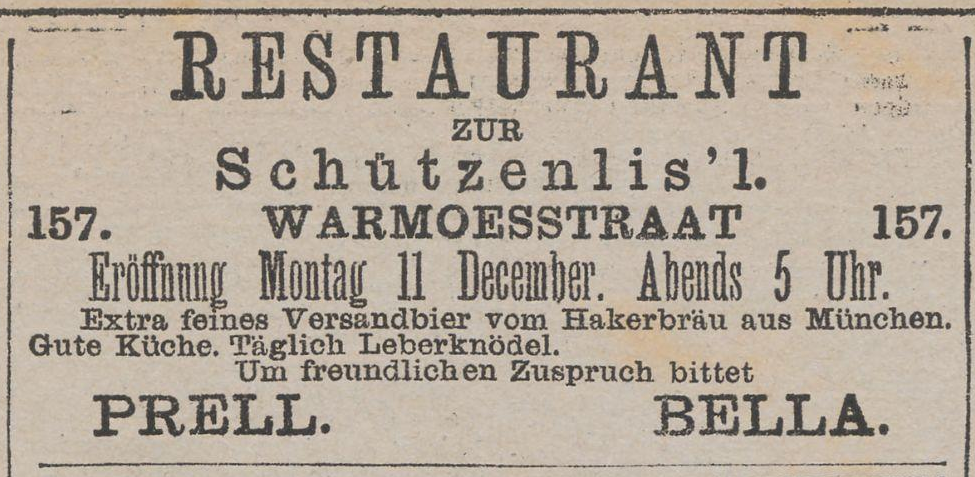
Anzeige zur Eröffnung des Lokals Zur Schützenlis'l durch August Prell (1882).

Conrad August Heinrich Prell (* 13. Februar 1856 in Bamberg; † 28. Juni 1926 in Bussum) war ein deutscher Verleger und Journalist. Er wurde bekannt als Gründer und Chefredakteur der langlebigsten deutschsprachigen Zeitung in den Niederlanden, der Deutschen Wochenzeitung für die Niederlande. Daneben war er auch als Autor und Kneipier eines bekannten Gasthauses tätig.

## Leben

### Von Deutschland nach Niederländisch-Indien und die Niederlande
Prell entstammt einer in seiner Heimatregion bekannten Familie, sein Vater war der Anwalt, Landtagsabgeordnete und Eigentümer des Böttingerhauses Ignaz Prell (1805–1874). Er trat in die Armee ein, die er als Leutnant der Kavallerie verließ und arbeitete anschließend in der Forstwirtschaft. Nach einigen finanziellen Schwierigkeiten begab sich Prell in Niederländisch-Indien in den Dienst der Kolonialarmee und ließ sich nach seinem Ausscheiden in Amsterdam nieder, wo bereits damals viele Deutsche wohnten. 1882 eröffnete er das Restaurant Zur Schützenlis'l. Dort begegnete Prell einem alten Jugendfreund, der auf Geschäftsreise war und ihm das Geld für ein besser ausgestattetes Lokal verschaffte. So konnte er die „altdeutsche Bier- und Weinstube“ Bavaria eröffnen, die zu einem Treffpunkt von Künstlern, Politikern und Sportlern wurde. Prell war jedoch kein guter Geschäftsmann und musste sein Lokal wieder schließen.
1884 heiratete Prell Isabella Broekman, mit der er zwei Söhne hatte: Hans Maria Friedrich Wilhelm (* 1885) und Bodo Ludwig Adolph (* 1886). Einer der Amsterdam-Korrespondenten des Nieuwe Rotterdamsche Courant, J. F. A. Huese, entdeckte Prells Schreibtalent und half ihm beim Niederschreiben seiner Erinnerungen an die Zeit in der Kolonialarmee, diese erschienen zunächst im NRC und wurden 1893 unter dem Titel Geeft acht! Schetsen uit het Indische soldatenleven als Buch veröffentlicht.

### Als Gründer und Chefredakteur derDeutschen Wochenzeitung für die Niederlande
1893 gründete Prell auch die zunächst in Haarlem ansässige Deutsche Zeitung in den Niederlanden, die 1906 ihren Namen in Deutsche Wochenzeitung für die Niederlande und Belgien änderte und schließlich seit 1919 Deutsche Wochenzeitung für die Niederlande hieß.
Während seiner Zeit als Verleger und Chefredakteur hatte Prell manchen Ärger mit Kollegen und Konkurrenten, die wie er Teil der deutschsprachigen Minderheit in den Niederlanden waren, so prozessierte er 1900 gegen einen ehemaligen Mitarbeiter, der eine Deutsche Anti-Prellerei-Zeitung in den Niederlanden publiziert hatte. Etwa ein Jahrzehnt später gab es eine Auseinandersetzung mit Heinrich Poeschl, dem Chefredakteur des kurzlebigen Konkurrenzblatts Deutsche Zeitung in Amsterdam, der Prell beschuldigte, potentielle Anzeigenkunden bedroht zu haben. Prell leitete daraufhin eine Untersuchung ein, die ergab, dass Poeschl zuvor als Redakteur des Hypotheken-Markts in Österreich wegen Erpressung verurteilt worden war, worauf er sich nach der Hinterlassung einer Kaution abgesetzt hatte. Dies wurde in seiner Zeitung vom österreichischen Konsulat bestätigt.
Prell war zu Anfang des 20. Jahrhunderts nicht nur in solche örtliche Streitigkeiten verwickelt, sondern fiel auch im Deutschen Reich durch als taktlos empfundene Artikel auf; der deutsche Gesandte in den Niederlanden Karl von Schlözer meldete jedoch dem Auswärtigen Amt, dass Prell durch einen deutschen Rotterdamer Reeder „in Schach gehalten“ worden sei. Nichtsdestoweniger wurde ihm bescheinigt, eine „bierehrliche“ Person zu sein. Prells Gesinnung änderte sich nicht und gab weiter Anlass zu Beschwerden, so ärgerte sich 1917 Walther Rathenau sehr über die Darstellung seiner Person und ließ Prell mitteilen, dass die Haltung des Blattes bei deutschfreundlichen Niederländern Anstoß erregt hätte und, sofern keine Änderung erfolge, das Blatt mit einem Ende der deutschen Unterstützung rechnen müsse. Die Zeitung hielt sich nur mit Mühe über Wasser, weil eine Einstellung während des Ersten Weltkriegs jedoch aus deutscher Sicht nicht wünschenswert erschien, wurde sie zu jener Zeit subventioniert. Prells Verlegerschulden wurden übernommen, doch da die Einnahmen fortan verwaltet wurden, erhielt er nur noch ein Gehalt als Redakteur.
Auch von niederländischer Seite aus wurde Prell angegriffen: Bereits zu Anfang des Krieges war er vom anfänglich noch deutschfreundlich eingestellten Telegraaf beschuldigt worden, ein deutscher Spion zu sein, worauf er sich an den niederländischen Journalistenverband wandte, der ihn entlastete. Nach Prells Vorwurf, die Amsterdamer Presse würde Deutschland „besudeln“, attackierte ihn der Telegraaf – nicht ohne einen Bezug von Prells Namen zum Wort „Prellerei“ herzustellen – als pangermanischen, „erstbesten Skribenten“ und „unerwünschten Fremdling“, der von deutschen Almosen lebe. Da nur Teile des Zeitungsarchivs der Deutschen Wochenzeitung erhalten geblieben sind und das Redaktionsarchiv verschollen ist, lässt sich Prells Gesinnung nicht über den gesamten Zeitraum rekonstruieren. E.A.J.P. Bergs, der in seiner Masterarbeit Ausgaben der Nachkriegszeit analysierte, attestierte ihm für jene Zeit eine deutschnationale Einstellung.
Die Zeitung überstand alle Schwierigkeiten und Feindseligkeiten und wurde von Prell bis zu seinem Tod weitergeführt. Sie wurde anschließend von seinen Söhnen übernommen, die nach der nationalsozialistischen Machtergreifung von 1933 das Blatt ideologisch unter die neue Ordnung stellten, jedoch nicht vermeiden konnten, dass die Zeitung 1942 während der deutschen Besatzung des Landes eingestellt werden musste.

### Weitere Aktivitäten außerhalb der Zeitung
Auch wenn sich die Reichweite seiner Zeitung auf verschiedene kleine Leserkreise beschränkte, war Prells Stellung im Land besonders in Amsterdam nicht unerheblich und erlaubte es ihm beispielsweise, mit dem Generalgouverneur für Niederländisch-Indien Joannes van Heutsz über Belange der Veteranen der Kolonialarmee zu sprechen. Nach seinen eigenen Erinnerungen folgten 1904 unter dem Titel Taptoe! (dt. Zapfenstreich i. S. v. Signal) Erinnerungen weiterer Veteranen und Invaliden. Etwa im Jahr 1894 war zuvor Een losbol mit Novellen Prells und anderer niederländischen Autoren erschienen. Prell war privat als Sänger in deutschen Vereinen aktiv und nahm hierzu auch Unterricht bei dem bekannten Bassbariton Johannes Messchaert.